# 다윈상
다윈상(영어: Darwin Award)은 1985년 유즈넷 토론방에서 있었던 토론 내용에서 유래한 풍자적인 상이다. 토론방 유저들이 스스로의 행동으로 죽음이나 불임을 자초하여 도태됨으로써 인류의 유전자풀에서 자신의 유전자를 제거하고 인류 종의 진화에 기여한 사람들에 대한 이야기를 나눈 것을 시작으로, 1993년 웬디 노스컷이 관련 웹사이트를 개설하며 본격적으로 프로젝트가 시작됐다. 2000년부터 책으로 출간되기 시작했다. "찰스 다윈의 정신을 이어받아, 다윈상은 궁극의 희생으로 우리 유전자 풀을 지킨 이들을 기리기 위해 이 상을 제정한다. 다윈상 수상자는 몹시 바보 같은 방법으로 스스로를 제거함으로써 우리 인류종의 존속에 이바지한 이들에게 수여된다" 라는 내용이 제정의 변(辯)이다.
사고로 불임이 되는 경우에도 수상 자격이 주어지나, 일반적으로는 사망자에게 수여된다. 한편 사망 과정에서 주변에 있던 사람에게 무고한 피해를 입한 경우는 수상 후보에서 제외된다. 또한 후보자의 자녀 유무는 확인에 어려움이 있으므로, 후보자의 자녀 유무는 규정상 결격 사유가 아닌 것으로 정해졌다.

## 역사

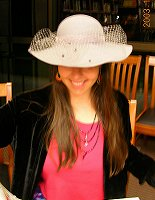
다윈상 웹사이트와 관련 도서 저자인 웬디 노스컷.

다윈상의 아이디어는 1985년으로 거슬러 올라가 유즈넷 토론방에 올라온 글에서 찾아볼 수 있다. 1985년 8월 7일, "지대한 희생으로 자기 유전자를 인류 유전자 풀에서 제거한 이들에게 사후에 수여하는 상. 죽은 방식이 중요하며 스스로의 멍청한 때문에 죽은 모두가 대상은 아님"이라는 내용의 게시글이 올라왔다. 이 글에서는 자판기를 억지로 뜯으려 잡아당기다 그에 깔려 죽은 사람을 예시로 들었다. 또 다른 예시로 잘 알려잔 사례는 JATO 로켓 자동차 사건의 운전자이다. 이 사건은 애리조나 사막에서 한 쉐보레 임팔라 차주가 자기 차에 제트추진기를 들고 그를 운행하려다가 시속 400~480킬로미터에 달하는 속력을 통제하지 못하고 절벽에 부딪혀 사망했다고 알려진 사건으로, 애리조나 공공안전부에서는 이를 도시전설로 공표했다.
노스컷은 공식 웹사이트에 제보된 사례를 최선을 다해 검증하고 있으며 "다윈에 의해 사실로 판명된 것"만을 게시하고 있다고 밝혔다. 제보된 사례 대다수는 거짓이거나 도시전설이라고 한다.
1993년 웬디 노스컷은 캘리포니아 버클리 대학에서 분자생물학과를 졸업했으며, 같은 해 다윈 상 웹사이트 개설 및 책 저술 작업에 착수했다. 이후 스탠퍼드 대학에서 신경생물학을 공부하며 암과 말단소체효소에 대한 연구를 하는 짬짬이 가족들에게 받은 편지들을 재구성하여, 스탠포드 대학 개인 계정으로 첫 다윈상 홈페이지를 개설했다. 노스컷은 1998년 석사 과정을 중퇴하고 1999년부터 다윈상 홈페이지와 책 출판 작업에 집중했다. 2002년 다윈상 홈페이지는 월 방문자 수 700만 명을 기록할 정도로 커졌다..
다윈상을 책으로 출판하는 과정에서 대다수 출판사들은 노스컷에게 홈페이지에 게재된 내용을 삭제하라는 제안을 받았고, 노스컷은 "아무리 돈이 된다고 해도 하나의 인터넷 공동채를 없앨 수 없다"며 이를 거부했다. 결국 한 출판사가 홈페이지에 게재된 내용의 10퍼센트만 책에 싣자는 제안흘 하여 다윈상이 책 시리즈로 세상에 나왔다. 다윈상 시리즈의 첫 권은 뉴욕 타임 선정 베스트셀러 도서 목록에 6개월 동안 머무를 정도로 성공적이었다.
다윈상을 향한 반발은 항상 있었다. 노스컷은 다윈상과 관련하여 홈페이지에 게재된 고인(故人)의 지인으로부터 사건을 삭제해달라는 요청을 종종 받았으며, "주민 사회에게 깊은 충격을 주는 사건이니 그를 삭제해달라"는 메일을 받기도 했다. 이에 노스컷은 "이렇게 멍청한 사건을 지울 수는 없다"고 답하며 요청을 거부했다.
노스컷은 계속 웹사이트와 책에 각종 사건사고를 실으며, 이를 "우스꽝스럽지만 진실된 안전 규범"이라 평했다. 또한 다윈상 책을 읽는 어린이는 폭발물을 더욱 조심할 것이라는 말을 덧붙였다.

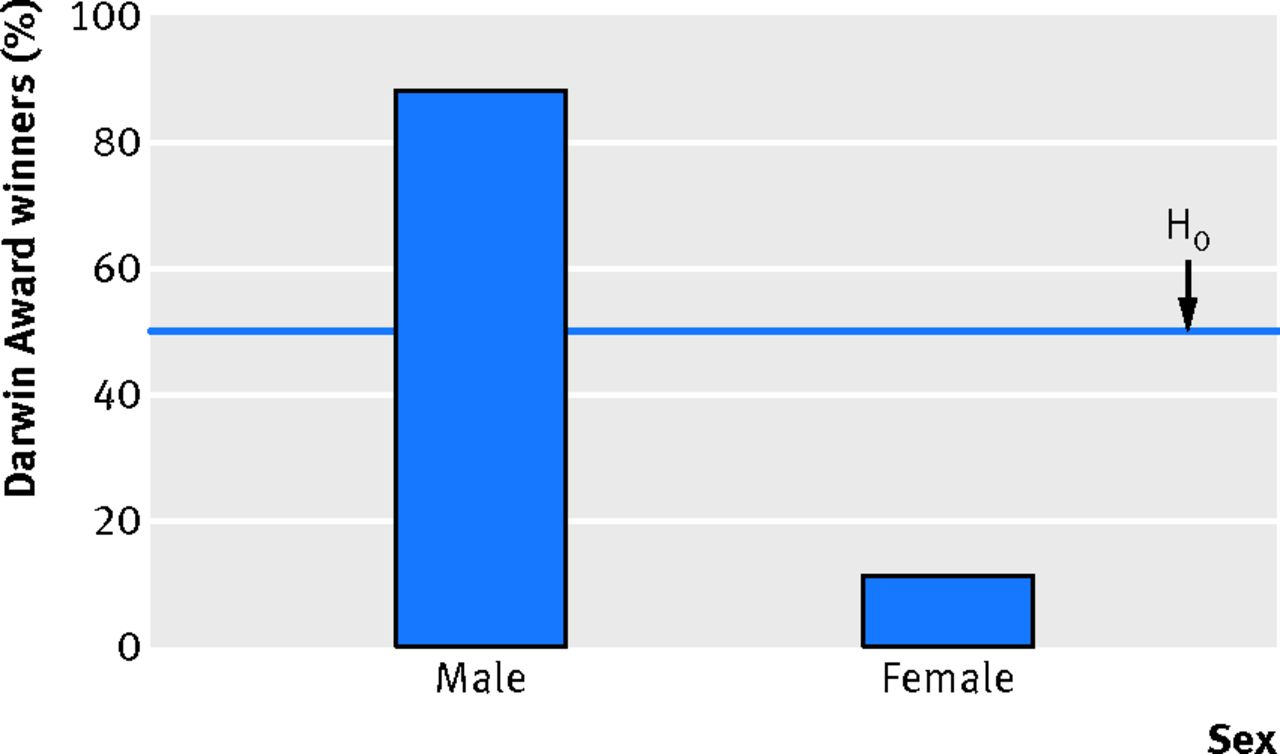
남녀별 다윈상 수상자. 관련 도표. H0은 남녀가 동등하게 어리석은 상태를 가정한 기준선이다.

2014년 영국 의학 저널은 1995년부터 2014년까지 다윈상을 수상한 사람들의 성별에 관한 통계를 발표했다. 통계에 따르면 수상자의 88.7퍼센트가 남성이었다.
영화 <못 말리는 다윈 X파일(The Darwin Awards>은 다윈상에 관한 이야기를 다루며, 핀 테일러가 각본과 감독을 맡고 2006년에 개봉했다.

### 표창상
다윈상 웹사이트에서는 불운한 사고를 겪고도 죽지 않고 생식력을 보존한 사람들에게 표창을 내리고 있다.
표창을 수여받은 사람 중 하나인 래리 월터스는 1982년 7월 캘리포니아 롱비치에서 야외용 접이식 의자에 헬륨가스를 채운 기상 관측용 기구를 여러 개 달아 만든 비행체로 상공 4,900미터 공중으로 날아갔다. 월터스는 무사히 살아 돌아왔으나 비행 중 관제 공역을 침범하여 벌금을 물었다. 이후 월터스는 우울증으로 자살했다.
또 다른 표창 수상자는 2001년 스코틀랜드 축구 선수 던컨 퍼거슨의 집에 침입한 2인조 빈집털이범이다. 퍼거슨은 폭력성으로 악명이 높은 선수로 네 건의 폭행죄로 글래스고 발리니 교도소에서 징역 6개월을 살았던 전적이 있다. 이 2인조 도둑은 퍼거슨의 집에서 본인과 맞닥뜨렸고, 한 명은 사흘간 병원 신세를 졌다.

## 수상 요건
노스컷은 수상 요건으로 다음과 같은 조건을 제시했다.

#### 죽거나 생식 불능이 될 것
이 규정은 종종 논쟁거리가 되고 있다. 후보자가 나이가 많아 생식력이 떨어졌을 수 있고, 사망 전에 자녀를 낳았을 수도 있기 때문이다. 한편 시험관 시술, 인공 수정, 복제 인간 등으로 인한 논란을 베재하기 위해 다윈상 수상자를 결정할 때는 버려진 섬 테스트를 적용한다. 반대 성별을 지닌 사람과 단 둘이 아무것도 없는 섬에 덜어졌을 때 재생산을 할 수 없는 사람을 생식 불능인 것으로 판단하는 것이다.. 일반적으로 수상자들은 죽거나 생식기 기능을 상실한 사람들이다.

#### 놀랍도록 멍청한 판단을 동반할 것
다윈상은 유머를 목적으로 하므로, 개성적이고 놀랍도록 멍청한 판단으로 인한 행동을 동반하는 것을 필수 요건으로 하고 있다. 어리석은 행동으로 화를 입는 경우여도 단순히 침대에서 담배를 피우다 화재로 사망한 정도의 일상적인 행동은 대상이 아니다. 반대로 병원에서 인화성 연고를 바르는 처치를 받고 의사에게 담배를 피우지 말라는 안내를 받았음에도 담배를 피우다 몸에 불이 붙어 사망한 경우라면 수상 후보가 될 수 있다.
다윈상 표창을 수여받은 한 사람은 니트로글리세린 알약 여러 개를 삼키고 스스로 벽에 부딪혀 뱃속의 알약을 기폭시켜 자살하려 했는데, 이렇게 자살 목적이 명확하거나 의도적으로 자신을 해하려 한 경우에도 수상 대상으로 포함한다.

#### 판단 능력에 문제가 없을 것
후보자의 지적 능력이나 판단 능력에 문제가 있는 경우를 제외하기 위한 규정이나, 2011년 영국 리즈에서 구리선을 훔치다 사망한 16세 소년은 다윈상 후보로 지정되었다. (영국에서는 17세부터 운전이 가능하다.) 2012년에도 노스컷은 학교 통학버스 창문에 기대 있다가 사망한 14세 브라질 소녀를 수상 후보로 올렸다가 소녀의 나이를 지적하는 여론의 비판을 받고 그를 제외했다. 한편 노트컷은 '미성년자는 판단 능력이 성인에 비해 부족하다는 생각은 미신적'이라고 반박했다.

## 비판
다윈상은 과학계로부터 다각적인 비판을 받았다. 생물학자인 스탠리 A. 라이스는 자신의 저서인 《진화 백과》에서 "판단 능력을 저해하는 유전인자"는 존재하지 않으며, 따라서 다윈상은 "오락적 가치가 크더라도 실제적인 생물의 진화 원리와는 관련이 적다"라고 지적했다.
《악의 진화》에서 네이선 할렌저는 다윈상에 대해 "블랙유머를 지향한다고 하나 20세기 초 우생학적 움직임과 부합한다"고 평했다.
옥스포드 대학의 생물물리학자인 실비아 매클레인은 《가디언》에 기고한 글에서 다윈상은 우스꽝스러운 이야기일 뿐이며 유전학적 원리를 정확히 반영하지 않으며, "똑똑한 사람이 몹시 멍청한 행동을 한 사례를 모은 것 뿐"이라고 꼬집었다.
지질학자이자 과학 커뮤니케이터인 섀런 A. 힐은 다윈상을 과학과 윤리의 관점에서 비판했다. 힐은 과학적으로 개인의 지적 능력이나 판단 능력에 영향을 주는, 자연선택 원리와 연관 지을 유전적 특질은 존재하지 않고, 다윈상은 무지함과 인간의 무정함을 보여줄 뿐이라고 평했다.

## 유명 수상자
- JATO 로켓 자동차 운전자: 애리조나 공공안전국에 의해 도시전설로 판명됐다.
- 게리 호이: 토론토 도미니온 센터 24층에서 추락해 사망했다. 건물 창문이 절대로 깨지지 않는다는 것을 시연하려다 창문이 깨지며 추락했다. 이 사건은 《죽는 방법 1000가지》와 《호기심 해결사》 등의 TV 프로그램에서도 다뤄졌다.[26]
- 찰스 스티븐스: 나이아가라 폭포를 나무통을 타고 건너려다 사망했다..[27]
- 래리 월터스: 다윈상 표창을 수상했으며, 헬륨 기구를 단 야외용 접이식 의자를 타고 날다가 관제 공역을 침범했다.

- 존 앨런 차우: 노스센티넬 섬 선주민들에게 기독교를 전파하려다 살해당했다.

## 도서 목록
- 다윈상: 진화의 실제 (Northcutt, Wendy (2000). 《The Darwin Awards: Evolution in Action》. New York City: Plume. ISBN 978-0-525-94572-7.)
- 다윈상: 비자연선택 (Northcutt, Wendy (2001). 《The Darwin Awards II: Unnatural Selection》. New York City: Plume. ISBN 978-1-101-21896-9.)
- 다윈상: 인류의 추락 (Northcutt, Wendy (2005). 《The Darwin Awards: The Descent of Man》. Running Press Miniature Editions. ISBN 978-0-7624-2561-7.)
- 다윈상: 범죄적 실패 (Northcutt, Wendy (2005). 《The Darwin Awards: Felonious Failures》. Running Press Miniature Editions. ISBN 978-0-7624-2562-4.)
- 다윈상: 지적 설계 (Northcutt, Wendy (2006). 《The Darwin Awards 4: Intelligent Design》. New York City: Dutton. ISBN 978-1-101-21892-1.)
- 다윈상: 새로운 진화 (Northcutt, Wendy (2008). 《The Darwin Awards V: Next Evolution》. New York City: Dutton. ISBN 978-0-14-301033-3.)
- 다윈상, 새로운 진화: 유전자 풀 염소소독 하기 (Northcutt, Wendy (2008). 《The Darwin Awards Next Evolution: Chlorinating the Gene Pool》. New York City: Dutton. ISBN 978-1-4406-3677-6.)
- 다윈상: 멸종 카운트다운 (
  - Northcutt, Wendy (2010). 《The Darwin Awards: Countdown to Extinction》. New York City: Dutton. ISBN 978-1-101-44465-8.)

## 같이 보기
- 샤덴프로이데
- 허먼 케인 상